# Lago Aníbal Pinto
El lago Aníbal Pinto es un cuerpo de agua superficial ubicado en la Región de Magallanes, al sur de la ciudad chilena de Puerto Natales. Su emisario es el río Golondrina que desemboca en el fiordo Obstrucción del golfo Almirante Montt.

## Hidrografía
El laguna es de origen glacial.: 3–29 

## Historia
Luis Risopatrón lo describe en su Diccionario Jeográfico de Chile de 1924:: 35 
Aníbal Pinto (Lago). Estenso, rodeado de grandes pantanos mui pastosos, se encuentra a 35 m de altitud al S de las llanuras de Diana i desagua por el río Golondrina al estero Obstrucción; nombre puesto en honor del Presidente de la República don Aníbal Pinto (1876-1881).
Risopatrón advierte que algunos le llaman "lago Pinto".

## Población, economía y ecología
Se proyecta integrar el trayecto Puerto Natales a Lago Aníbal Pinto al sendero de Chile.: 4–7 